# Willy Taelman
Willy Alfons Taelman (Bouwel, 3 mei 1937 - aldaar, 20 maart 2005) was een Belgisch politicus voor de PVV / VLD.

## Levensloop
Taelman studeerde aan de Rijksnormaalschool in Lier, waarna hij in 1959 leraar werd aan het Koninklijk Atheneum van Brasschaat.
Al gauw werd hij actief in de politiek. Van 1966 tot 1968 was hij kabinetsmedewerker van PVV-minister Frans Grootjans en van 1974 tot 1977 van PVV-minister Herman Vanderpoorten. In 1977 verliet Taelman het Atheneum van Brasschaat en ging werken als adviseur bij het VSOA Groep Onderwijs. In de politiek zette hij zijn eerste stappen als bestuurslid van de PVV-Jongeren voor de Federatie Arrondissement Turnhout en werd daarna bestuurslid van de PVV-afdeling van Herentals, het PVV-arrondissementsverbond Turnhout, de Willemsfondsafdeling van Turnhout en van het Liberaal Vlaams Verbond. Tevens was Taelman lid van de partijraad van de Vlaamse afdeling van de PVV.
Vanaf 1965 was hij gemeenteraadslid van Bouwel en vanaf 1971 burgemeester. Na de grote fusies van 1976 was hij van 1977 tot 1998 gemeenteraadslid van Grobbendonk. Van 1977 tot 1980 was hij schepen van Grobbendonk en van 1980 tot 1982 burgemeester van de gemeente. Van 1971 tot 1978 was hij provincieraadslid van Antwerpen. Hij was er een onvermoeibaar promotor van de economische ontsluiting van de Kempen.
Ook in de nationale politiek was Taelman lange tijd actief. Van 1978 tot 1999 was hij lid van de Kamer van volksvertegenwoordigers. In de Kamer was Taelman van 1985 tot 1988 tweede ondervoorzitter en van 1988 tot 1999 quaestor. Van 1994 tot 1999 was hij voorzitter van het College van quaestoren. In de periode januari 1979-oktober 1980 zetelde hij als gevolg van het toen bestaande dubbelmandaat ook in de Cultuurraad voor de Nederlandse Cultuurgemeenschap, die op 7 december 1971 werd geïnstalleerd. Vanaf 21 oktober 1980 tot mei 1995 was hij lid van de Vlaamse Raad, de opvolger van de Cultuurraad en de voorloper van het huidige Vlaams Parlement.
In 1998 verliet Taelman de politiek om zich te kunnen concentreren op zijn hobby, het duivenmelken. In het Parlement werd hij opgevolgd door zijn dochter Martine Taelman. In maart 2005 overleed hij terwijl hij zijn duiven aan het verzorgen was.
In Bouwel is er het Sociaal Centrum Willy Taelman.